# أندي ماكغي
أندي ماكغي (بالإنجليزية: Andy McGhee)‏ هو معلم موسيقى أمريكي، ولد في 3 نوفمبر 1927 في ويلمينغتون في الولايات المتحدة، وتوفي في 12 أكتوبر 2017 في ماريتا في الولايات المتحدة.

## وصلات خارجية
- أندي ماكغي على موقع ميوزك برينز (الإنجليزية)
- أندي ماكغي على موقع ديسكوغز (الإنجليزية)